# Фанні Ватерман
Фанні Ватерман (англ. Fanny Waterman; 22 березня 1920, Лідс — 20 грудня 2020) — британська піаністка та музичний педагог.

## Життєпис
Народилась в родині єврейських емігрантів з Російської імперії — ювеліра Меєра Ватермана (Вассермана) та Мері Берман. З 17 років навчалася під керівництвом Тобайаса Маттея, потім вступила до Королівського коледжу музики, де її вчителем був Сіріл Джеймс Сміт. 1941 року відкрила своїм виступом концертний сезон в Лідсі. Під час Другої світової війни давала концерти з Генрі Вудом в Альберт-Холлі.
1950 року, після народження дитини, відмовилась від концертної діяльності та повністю зосередилася на викладанні. До самого 2006 року працювала в Лідському музичному коледжі; серед її учнів, зокрема, Бенджамін Фріт. Продовжувала давати майстер-класи у Вашингтоні, Сеулі, Пекіні, Ганновері, Лейпцигу.
Спільно з Маріон Штайн, графинею Гарвуд, написала низку популярних музичних посібників, в тому числі книгу «Я і моє фортепіано» (англ. Me and my piano; 1989), яка витримала багато перевидань, та заснувала Лідський міжнародний конкурс піаністів (1961), який очолювала. Входила до складу журі багатьох міжнародних конкурсів, в тому числі Міжнародного конкурсу імені Петра Чайковського (1986), Міжнародного конкурсу піаністів імені А. Рубінштейна, I Китайського міжнародного конкурсу піаністів.
Віце-президент Європейської асоціації викладачів фортепіано (з 1975) та Всесвітньої федерації міжнародних музичних конкурсів (1992—2000); віце-президент (1999—2009), президент (з 2009) Міжнародного фестивалю в Гаррогейті (Північний Йоркшир).
Фанні Ватерман померла 20 грудня 2020 року в будинку для людей похилого віку в курортному місті Ілклі, Західний Йоркшир, у 100-річному віці.

## Особисте життя
1944 року Ватерман вступила у шлюб з Джеффрі де Кайзером, лікарем. У подружжя народились двоє синів. Шлюб тривав до смерті чоловіка 2001 року.

## Відзнаки
- 1992 — Доктор музики Honoris causa університету Лідса.
- 2005 — Дама-командор Ордену Британської імперії; командорського ступеня (2001); офіцерського ступеня (1971).